# Utah
Utah (angleška izgovorjava: /ˈjuːtɑː/) je celinska zvezna država na Goratem Zahodu v zahodnem delu Združenih držav Amerike. Na vzhodu meji na Kolorado, na severovzhodu na Wyoming, na severu na Idaho, na jugu na Arizono in na zahodu na Nevado. Utah tudi meji na majhen del Nove Mehike na jugovzhodu. Od petdesetih zveznih držav ZDA je Utah trinajsti največji po površini; z več kot tremi milijoni prebivalcev pa je trideseta najbolj naseljena in enajsta najredkeje naseljena zvezna država. Urbanistični razvoj je večinoma osredotočen na območji Wasatch Front na severu države, kjer živi približno dve tretjini prebivalcev, in okrožje Washington na jugozahodu z več kot 180.000 prebivalci. Večji del zahodne polovice Utaha leži v Veliki kotlini.
Utah so sprva poseljevala plemena domorodcev, kot so Puebloanci, indijanci Navajo in Ute. V sredini 16. stoletja so na območje kot prvi Evropejci prišli Španci, težavna geografija in neugodno podnebje pa sta regijo naredila za obroben del Nove Španije in kasneje Mehike. Najstarejši naseljenci so bili Mormoni, ki so preko mormonske poti bežali pred marginalizacijo in verskim preganjanjem v Združenih državah Amerike. Po ameriško-mehiški vojni leta 1848 je bilo območje priključeno k ZDA in postalo del Utaha, ki je vključeval tudi današnji Kolorado in Nevado. Spori med prevladujočo mormonsko skupnostjo in zvezno vlado so zavlekli priznanje Utaha kot zvezne države; šele po prepovedi poligamije je bila leta 1896 priznana kot 45. zvezna država.
Prebivalci Utaha se imenujejo Utašani. Malo več kot polovica vseh prebivalcev Utaha so Mormoni, večina med njimi je članov Cerkve Jezusa Kristusa svetih iz poslednjih dni (Cerkev poslednjih dneh), ki ima svoj svetovni sedež v Salt Lake Cityju; Utah je edina zvezna država, kjer večina prebivalstva pripada eni sami cerkvi. Cerkev poslednjih dni močno vpliva na kulturo, politiko in vsakodnevno življenje Utaha, čeprav je država postala od 1990-ih bolj versko raznolika in sekularizirana.
Utah ima zelo raznoliko gospodarstvo, gospodarsko pomembni sektorji pa vključujejo promet, izobraževanje, informacijsko tehnologijo in raziskave, javne storitve, rudarstvo in turizem. Utah je bila ena najhitreje rastočih zveznih držav od leta 2000 dalje, s popisom prebivalstva ZDA leta 2020 pa je, v primerjavi z letom 2010, potrjena najhitrejša rast prebivalstva. St. George je bilo najhitreje rastoče metropolitansko območje v ZDA med letoma 2000 in 2005. Utah se uvršča med najboljše zvezne države po metrikah, kot so zdravstvo, javna uprava, izobraževanje in infrastruktura. Ima 14. najvišji srednji dohodek in največjo prihodkovno egalitarnost izmed zveznih držav ZDA.